# Кулисмайоки
Кулисмайоки — река в России, протекает по Питкярантскому району Карелии. Устье реки находится в 17 км от устья реки Сюскюянйоки по правому берегу. Длина реки составляет 16 км, площадь водосборного бассейна — 156 км².
- В 13 км от устья, по левому берегу реки впадает река Каттилаоя.
- В среднем течении Кулисмайоки принимает левый приток — Оксаою.

На реке находится водопад Юканкоски.

## Данные водного реестра
По данным государственного водного реестра России относится к Балтийскому бассейновому округу, водохозяйственный участок реки — Водные объекты бассейна озера Ладожское без рек Волхов, Свирь и Сясь, речной подбассейн реки — Нева и реки бассейна Ладожского озера (без подбассейна Свирь и Волхов, российская часть бассейнов). Относится к речному бассейну реки Нева (включая бассейны рек Онежского и Ладожского озера).
Код объекта в государственном водном реестре — 01040300212102000011150.